# کورسو سالانی

کورسو سالانی

کورسو سالانی (۹ سپتامبر ۱۹۶۱، فلورانس - ۱۶ ژوئن ۲۰۱۰، اوستیا) کارگردان، فیلمنامه‌نویس و بازیگر ایتالیایی بود.
علت مرگ وی، بیماری ناگهانی هنگام قدم‌زدن بود.

## فیلم‌شناسی

### به عنوان بازیگر
- هفته ابوالهول (۱۹۹۰)
- دیوار نامرئی (۱۹۹۱)
- Nel Continente nero (1992)
- پایان شناخته شده‌است (۱۹۹۲)
- باد، در عصر (۲۰۰۴)
- پیانو ، تکنوازی (۲۰۰۷)
- خشم (۲۰۰۸)
- Il mostro di Firenze (2009)
- عشق تاریک (۲۰۱۰)

### به عنوان کارگردان
- میرنا (۲۰۰۹)
- Il peggio di noi (2006)
- Corrispondenze private (2003)
- Occidente (2000)
- Gli occhi stanchi (1995)
- Gli ultimi giorni (1992)
- Voci d'Europa (1989)

### به عنوان نویسنده
- Il peggio di noi (2006)
- Corrispondenze private (2003)
- Occidente (2000)
- Gli ultimi giorni (1992)
- Voci d'Europa (1989)